# Comuna Krîvorivnea, Verhovîna
Krîvorivnea (în ucraineană Криворівня) este o comună în raionul Verhovîna, regiunea Ivano-Frankivsk, Ucraina, formată din satele Berejnîțea și Krîvorivnea (reședința).

## Demografie
Componența lingvistică a comunei Krîvorivnea
     Ucraineană (99,94%)
     Alte limbi (0,06%)
Conform recensământului din 2001, majoritatea populației comunei Krîvorivnea era vorbitoare de ucraineană (99,94%), existând în minoritate și vorbitori de alte limbi.